# 30 novembre 1972
Le jeudi 30 novembre 1972 est le 335e jour de l'année 1972.

## Naissances
- Abdelaziz Onkoud, maître international d'échecs marocain
- Abel Xavier, footballeur et entraîneur portugais-mozambicain
- Acha Leke, consultant camerounais
- Adam Stockhausen, chef décorateur et un directeur artistique américain
- Aleš Brezavšček, skieur alpin slovène
- Ali bin Samikh Al Marri, homme politique et expert des droits de l’homme qatari
- Alika Del Sol, actrice française
- Amadou Haya Sanogo, militaire et homme d'État malien
- Antwon Hoard, joueur de basket-ball français
- Dan Jarvis, homme politique britannique
- David Michôd, réalisateur et scénariste australien
- Igor Grosu, homme politique moldave
- Moez Ben Gharbia, animateur et producteur tunisien de télévision
- Petr Bystron, homme politique allemand
- Pigeon John, rappeur hip-hop américain
- Sébastien Migné, entraîneur de football français
- Samba N'Diaye, footballeur sénégalais et français
- Sean Pronger, joueur de hockey sur glace canadien
- Véronique Lefrancq, femme politique belge

## Décès
- Compton Mackenzie (né le 17 janvier 1883), écrivain, poète, nationaliste écossais et scénariste britannique
- Hans Erich Apostel (né le 22 janvier 1901), compositeur
- Neil H. McElroy (né le 30 octobre 1904), homme politique américain
- William P.S. Earle (né le 28 décembre 1882), réalisateur américain (1882–1972)